# Alykés
Alykés, en grec moderne : Αλυκές, est un village et un ancien dème de l'île de Zante, en  Grèce. 
Selon le recensement de 2011, la population du dème compte 5 203 habitants pour une superficie de 42,881 km2. La localité est située sur la côte nord-est de l'île à environ 10 km au nord-ouest de la ville de Zante.